# Saint-Savin (Isère)
Saint-Savin ist eine französische Gemeinde mit 4297 Einwohnern (Stand: 1. Januar 2022) im Département Isère in der Region Auvergne-Rhône-Alpes. Saint-Savin  gehört zum Arrondissement La Tour-du-Pin und zum Kanton Bourgoin-Jallieu. Die Einwohner werden Saint-Savinois genannt.

## Geografie
Umgeben wird Saint-Savin von den Nachbargemeinden Saint-Chef im Norden und Nordosten, Montcarra im Osten, Ruy im Süden und Südosten, Bourgoin-Jallieu im Süden und Südwesten, Saint-Marcel-Bel-Accueil im Westen sowie Vénérieu im Nordwesten. 
Der Bach Ruisseau de Saint-Savin, der durch das Gemeindegebiet zieht, gehört zum System des Canal de Dessèchement de Catelan, der die Gegend entwässert. 
Saint-Savin liegt im Weinbaugebiet Pays des Balmes Dauphinoises.

## Geschichte

### Camp de Saint-Savin im Zweiten Weltkrieg
Zu Beginn des Zweiten Weltkriegs wurde das Camp de Chambaran als Internierungslager für unerwünschte Ausländer eingerichtet. 
Chambaran war ein Lager für Prestataires (Dienstleister), die für das ihnen gewährte Asyl öffentliche Arbeiten erledigen mussten.
Am 17. September 1939 fanden in Chambaran Umgruppierungen statt. In deren Folge wurden die dort internierten Österreicher nach Saint-Savin verlegt. Das dortige Camp de Saint-Savin, in dem wie in allen anderen Lagern im Département Isère nur Männer interniert waren, blieb bis Februar/März 1940 in Betrieb.

## Bevölkerungsentwicklung
| Jahr                       | 1962 | 1968 | 1975 | 1982 | 1990 | 1999 | 2006 | 2011 |
| Einwohner                  | 1600 | 1601 | 1811 | 2164 | 2466 | 2752 | 3331 | 3638 |
| Quellen: Cassini und INSEE |      |      |      |      |      |      |      |      |

## Verkehr
Saint-Savin hatte seit 1881 einen Bahnhof an der Bahnstrecke von Lyon nach Aoste-Saint-Genix (Chemin de fer de l'Est de Lyon). Der Personenverkehr wurde 1947 eingestellt.

## Sehenswürdigkeiten

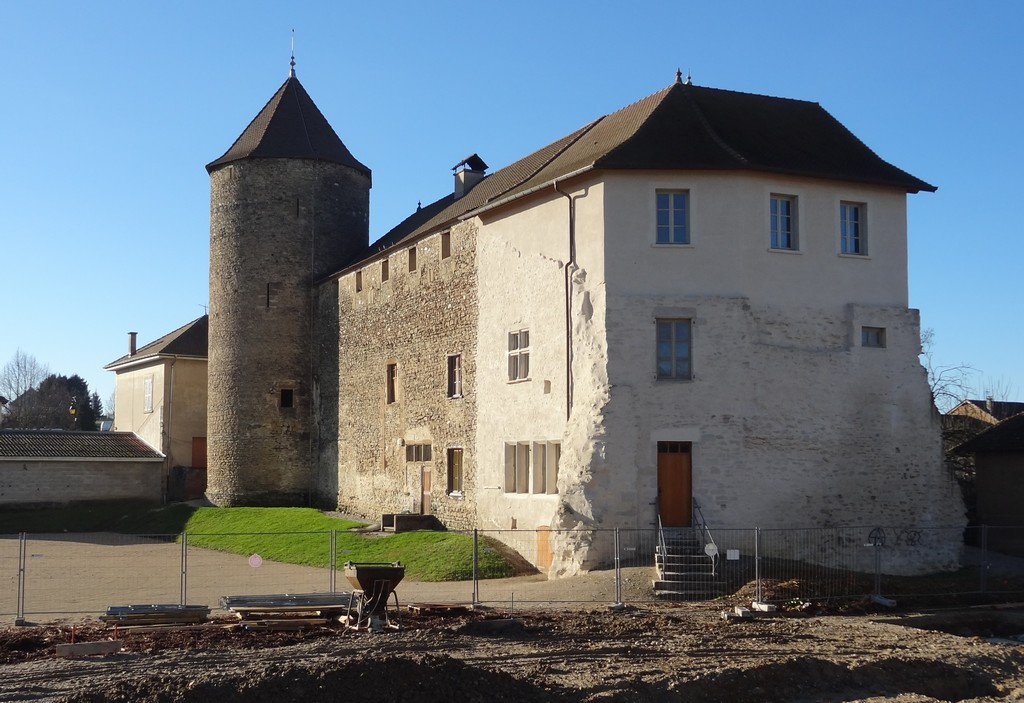
Schloss Demptézieu

- Schloss von Demptézieu mit sechseckigem Turm aus dem 15. Jahrhundert, seit 1954 Monument historique
- Haus aus dem 16. Jahrhundert mit Tiefenrelief, seit 1933 Monument historique
- Wehrhaus von Peythieu aus dem 15. Jahrhundert
- Kirche Saint-Savin

## Gemeindepartnerschaft
Mit der kanadischen Gemeinde Verchères in Québec, die von François Jarret aus Saint-Savin gegründet wurde, besteht eine Partnerschaft.